# VDL Nedcar
VDL Nedcar este o companie de producție de automobile din Born, Țările de Jos. Din decembrie 2012 este deținută de conglomeratul industrial olandez VDL Groep. Proprietarii anteriori au fost Mitsubishi Motors și Volvo Cars. Compania își are originile într-o fabrică de automobile DAF care a fost deschisă în 1968. VDL Nedcar este cea mai mare fabrică de automobile din Țările de Jos, cu o capacitate de producție de 240.000 de vehicule pe an. A produs aproximativ 120.000 de mașini în 2020. Este, de asemenea, singurul producător de vehicule de serie din Țările de Jos. VDL Nedcar a atins producția de un milion de automobile pe 4 octombrie 2000, cu un Mitsubishi Space Star. VDL Nedcar produce în prezent Mini Cabrio decapotabil, Mini Countryman, Mini Countryman-PHEV și BMW X1 pentru Grupul BMW.

## Producție
După încetarea producției Mitsubishi în 2012, producția a reluat în 2014 cu noul model Mini Hatch.

### Modelele actuale
- Mini Hatch (2014–prezent)[9]
- Mini Convertible (2015–prezent), singura fabrică care asamblează Mini Convertible[10]
- Mini Countryman (2016–prezent)[11]
- BMW X1 (F48) (2017–prezent)[12]

### Modele anterioare

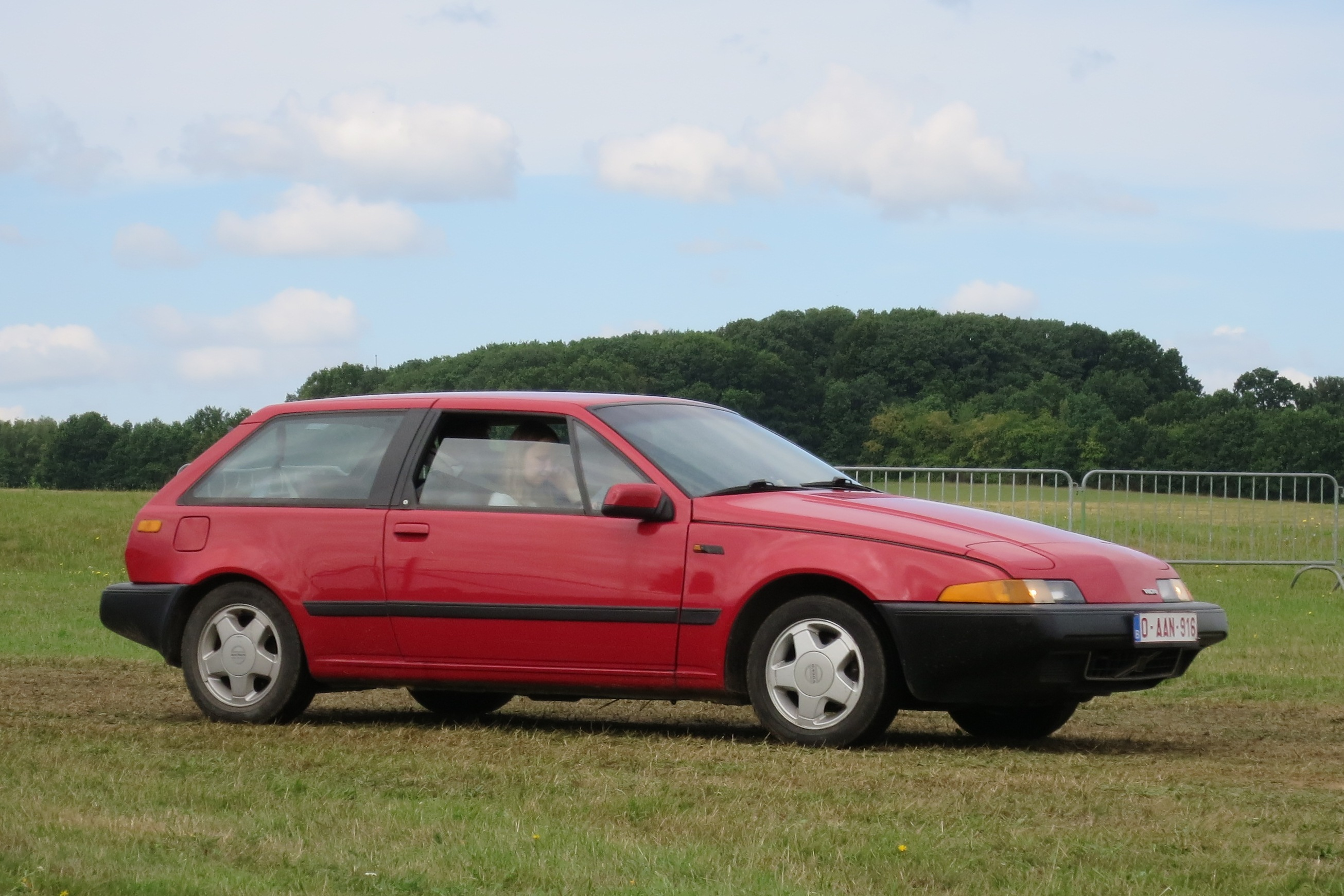
Volvo 480

- DAF 33 (1967–1972)
- DAF 44 (1967–1975)
- DAF 55 (1968–1972)
- DAF 66 (1972–1975)
- DAF 46 (1975–1976)
- Volvo 66 (1975–1981)
- Volvo 340/360 (1976–1991)
- Volvo 480 (1986–1995)
- Volvo 440/460 (1987–1997)
- Volvo S40/V40 (1995–2004)
- Mitsubishi Carisma (1995–2004)
- Mitsubishi Space Star (1998–2005)
- Smart Forfour (2004–2006)
- Mitsubishi Colt (2004–2012)
- Mitsubishi Outlander (2008–2012)